# Anbyŏn-gun
Anbyŏn-gun (koreanska: 안변군) är en kommun i Nordkorea.   Den ligger i provinsen Kangwŏn-do, i den södra delen av landet, 160 km öster om huvudstaden Pyongyang.